# Prosopis elata
El quiscataco (Prosopis elata) es una especie arbórea perteneciente al género de fabáceas Prosopis. Habita en el centro-sur de Sudamérica.  

## Distribución
Se distribuye en regiones subtropicales de Bolivia, el Paraguay y el norte de la Argentina, en bosques xerófilos de quebracho colorado, desde las provincias de Salta y Formosa por el norte hasta las de La Rioja y Córdoba por el sur. Es una especie freatófita.

## Características
Es un árbol muy espinoso, de hasta 10 m de altura. Las ramas flexuosas y de color verde. Las espinas son rectas, grandes y geminadas. Las hojas son uni a biyugadas. El fruto es una legumbre recta, carnosa, de color amarillo con motas violáceas, de una longitud de 6 a 14 cm y un ancho de 6 a 8 mm. Su madera es dura.

## Taxonomía
Prosopis elata fue descrito en el año 1952 por el botánico argentino Arturo Eduardo Burkart.
Etimología
Etimológicamente, el nombre genérico Prosopis proviene del griego antiguo y podría significar ‘hacia la abundancia’ ("pros" = ‘hacia’ y "Opis" = ‘diosa de la abundancia y la agricultura’). El nombre específico elata es un epíteto latino que significa 'alto', 'excelso'.